# 叶畈水库
叶畈水库是中国湖北省荆门市京山县境内的一座水库，位于天门河流域永隆河支流青木垱上，建于1980年。水库正常库容为822万立方米，集雨面积为16.55平方千米，海拔为89米。